# Défi national des clubs de futsal 2009
Le Défi National des Clubs de Futsal 2009 est la 3e édition du Défi National des Clubs de Futsal. La compétition a été remportée par le Cafor-Futsal74, club de la ville de Gaillard
Entraîneur : Hadj Ali tarek 
Équipe :
Saber Akhremi, 
Mourad Kadraoui,
Guiaume Gauthier,
Youssef Lagmiche,
Khaled Gueraichi,
Zied Hadj Ali,
Abeko komlan,
Abdillah,
Karim Lachi,
Issam Lombarki,
Toufik Rachdi,
Jamel Lachi,
Raid Lombarki,
Mehdi Mohamed Seguir,
Nabil Hadj Ali,
Mohamed,
Ils représenterons la France durant la Coupe d'Europe des Clubs Champions UEFS 2010. Son dauphin, Beaucaire Futsal, jouera la Coupe d'Europe UEFS 2010.

## Classement final
| Rang | Equipe                        | Ville représentée   | Qualification                                |
| ---- | ----------------------------- | ------------------- | -------------------------------------------- |
| 1    | Cafor-Futsal74                | Gaillard            | Coupe d'Europe des Clubs Champions UEFS 2010 |
| 2    | Beaucaire Futsal              | Beaucaire           | Coupe d'Europe UEFS 2010                     |
| 3    | Inter Futsal 66               | Canet-en-Roussillon |                                              |
| 4    | Castelfoot Renaudais          | Château-Renault     |                                              |
| 5    | Classic Saint-Jean du Var     | Toulon              |                                              |
| 6    | Franco-Dom-Tom Section Futsal | Rillieux            |                                              |
| 7    | Istres Futsal                 | Istres              |                                              |
| 8    | La Sauce carlésienne          | Charly-sur-Marne    |                                              |

## Tour préliminaire
Les équipes suivantes ont été qualifiées directement pour la phase finale, à la suite des Défis Régionaux et Départementaux 2008/2009 :
| Equipe                        | Origine                                                                |
| ----------------------------- | ---------------------------------------------------------------------- |
| Franco-Dom-Tom-Section Futsal | Vainqueur du Défi Futsal Rhône 2009, comité départemental organisateur |
| Beaucaire Futsal              | Vainqueur du Défi Futsal Gard 2009                                     |
| Istres Phoenix Futsal         | Vainqueur du Défi Futsal Bouches-du-Rhône 2009                         |
| Classic Saint-Jean du Var     | Vainqueur du Défi Futsal Var 2009                                      |
| La Sauce carlésienne          | Vainqueur du Défi Futsal Ile-de-France 2009                            |

Les équipes suivantes ont obtenu leurs places à l'issue de matchs de barrage :
| Equipe               | Origine                                           |
| -------------------- | ------------------------------------------------- |
| Cafor Futsal 74      | Vainqueur du Défi Futsal Haute-Savoie 2009        |
| Inter Futsal 66      | Vainqueur du Défi Futsal Pyrénées Orientales 2009 |
| Castelfoot Renaudais | Vainqueur du Défi Centre 2009                     |

| Date        | Lieu                | Equipe 1             | Résultat | Equipe 2                          |
| ----------- | ------------------- | -------------------- | -------- | --------------------------------- |
| 16 mai 2009 | Lyon                | Cafor-Futsal 74      | 7-0      | Ajaccio Futsal                    |
| 17 mai 2009 | Château-Renault     | Castelfoot Renaudais | 5-3      | ASFEA 22                          |
| 23 mai 2009 | Canet-en-Roussillon | Inter Futsal         | 8-4      | Futsal Independante St-Chinianais |

## Phase finale

### Groupe A
| Rang | Equipe                        | Points |
| ---- | ----------------------------- | ------ |
| 1    | La Sauce carlésienne          | 9      |
| 2    | Cafor Futsal                  | 9      |
| 3    | Classic Saint-Jean du Var     | 7      |
| 4    | Franco-Dom-Tom Section Futsal | 4      |

Gymnase Jean Mollier (Villeurbanne) , 20 juin 2009
| Equipe 1               | Résultat | Equipe 2               |
| ---------------------- | -------- | ---------------------- |
| La Sauce carlésienne   | 3-2      | Cafor Futsal           |
| FDT Futsal             | 3-3      | Classic St-Jean du Var |
| La Sauce carlésienne   | 0-2      | Classic St-Jean du Var |
| FDT Futsal             | 3-6      | Cafor Futsal           |
| La Sauce carlésienne   | 3-2      | FDT Futsal             |
| Classic St-Jean du Var | 1-9      | Cafor Futsal           |

### Groupe B
| Rang | Equipe               | Points |
| ---- | -------------------- | ------ |
| 1    | Inter Futsal 66      | 12     |
| 2    | Beaucaire Futsal     | 9      |
| 3    | Castelfoot Renaudais | 6      |
| 4    | Istres Futsal        | 3      |

Gymnase Tony Bertrand (Lyon 3), 20 juin 2009
| Equipe 1         | Résultat | Equipe 2             |
| ---------------- | -------- | -------------------- |
| Beaucaire Futsal | 5-1      | Castelfoot Renaudais |
| Inter Futsal     | 5-3      | Istres Futsal        |
| Beaucaire Futsal | 7-3      | Istres Futsal        |
| Inter Futsal     | 6-5      | Castelfoot Renaudais |
| Beaucaire Futsal | 3-7      | Inter Futsal         |
| Istres Futsal    | 3-7      | Castelfoot Renaudais |

### Tour final
21 juin 2009
|  | Demi-finales              | Demi-finales              |              |   | Finale                    | Finale                    |
|  | Demi-finales              | Demi-finales              |              |   | Finale                    | Finale                    |
|  |                           |                           |              |   |                           |                           |
|  | Gymnase Chanfray (Lyon 2) | Gymnase Chanfray (Lyon 2) |              |   | Gymnase Chanfray (Lyon 2) | Gymnase Chanfray (Lyon 2) |
|  | Gymnase Chanfray (Lyon 2) | Gymnase Chanfray (Lyon 2) |              |   | Gymnase Chanfray (Lyon 2) | Gymnase Chanfray (Lyon 2) |
|  | Beaucaire Futsal          | 2                         |              |   | Gymnase Chanfray (Lyon 2) | Gymnase Chanfray (Lyon 2) |
|  | Beaucaire Futsal          | 2                         |              |   | Gymnase Chanfray (Lyon 2) | Gymnase Chanfray (Lyon 2) |
|  | La Sauce carlésienne      | 1                         |              |   | Gymnase Chanfray (Lyon 2) | Gymnase Chanfray (Lyon 2) |
|  | La Sauce carlésienne      | 1                         | Cafor Futsal | 4 |                           |                           |
|  | Gymnase Chanfray (Lyon 2) |                           | Cafor Futsal | 4 |                           |                           |
|  |                           | Beaucaire Futsal          | 3            |   |                           |                           |
|  | Cafor Futsal              | Beaucaire Futsal          | 3            | 2 |                           |                           |
|  | Cafor Futsal              |                           |              | 2 |                           |                           |
|  | Inter Futsal              | 1                         |              |   |                           |                           |
|  | Inter Futsal              | 1                         |              |   |                           |                           |

Matchs de classement
| Equipe 1               | Résultat | Equipe 2             |
| ---------------------- | -------- | -------------------- |
| FDT Futsal             | 6-2      | Istres Futsal        |
| Classic St-Jean du Var | 5-9      | Castelfoot Renaudais |
| Inter Futsal           | 5-0      | La Sauce carlésienne |

### Distinctions individuelles
- Meilleur joueur : Mourad kadraoui (Cafor Futsal)
- Meilleur buteur : Hicham Sard (Castelfoot Renaudais)
- Meilleur gardien : Benjamin Duchêne (Beaucaire Futsal)
- Prix du Fair-Play : Franco-Dom-Tom Section Futsal